# Kazumi Maki
Kazumi Maki (* 27. Januar 1936 in Takamatsu; † 10. September 2008 in Los Angeles) war ein japanischer theoretischer Festkörperphysiker.

## Leben
Maki wuchs in Kyoto auf bis auf die Zeit des Zweiten Weltkriegs, als die Familie auf dem Land war. Er studierte theoretische Physik an der Universität Kyōto bei Hideki Yukawa und wurde 1964 promoviert. Als Post-Doktorand war er ein Jahr an der University of Chicago bei Yoichiro Nambu. 1965 wurde er Assistant Professor an der University of California, San Diego, und 1967 Professor an der Universität Tōhoku. Von 1974 bis zu seinem Tod war er Professor an der University of Southern California. Er starb an Krebs.

## Werk
Er befasste sich vor allem mit Supraleitung, der Theorie von supraflüssigem Helium3 und quasi-eindimensionalen Materialien (Ladungsdichtewellen, Spindichtewellen). Maki war in den 1960er Jahren ein Virtuose in der Anwendung der BCS-Theorie der Supraleitung. 1968 entdeckte er eine anomale Verstärkung der normalen elektrischen Leitfähigkeit durch Supraleiter-Fluktuationen nahe der Sprungtemperatur, verursacht durch den später sog. „Maki-Thompson-Term“ in der Störungsreihe. Weiter befasste er sich mit dem Bruch der Cooper-Paarung in Supraleitern und Supraleitern mit verschwindender Energielücke (Gap).
Ab 1991 befasste er sich mit Hochtemperatursupraleitern und untersuchte die Effekte anisotroper Ordnungsparameter auf die Transport- und die magnetischen Eigenschaften sowohl im supraleitenden Zustand als auch in der Pseudo-Gap-Phase. Er sah die Pseudogap-Phase als eine Art unkonventionelle Spindichtewelle. Als sich die Hinweise auf d-Wellen-Paarung bei Kupferoxid-Hochtemperatursupraleitern verdichteten unterstrich er die viel größere Empfindlichkeit der d-Wellen für Bruch der Paarung gegenüber nichtmagnetischen Störstellen, da sie im Gegensatz zur konventionellen s-Wellen-Supraleitung Knoten besitzen. Er verfolgte die Idee der Gossamer-Supraleitung (d-Wellen-Supraleitung bei Vorhandensein von d-Dichtewellen) und halbzahligen Flussquanten bei unkonventionellen Supraleitern.
In den 1970er und 1980er Jahren befasste er sich mit quasi-eindimensionalen Materialien und superfluidem Helium3. Nach der Entdeckung neuer Phasen (anisotrope p-Wellen Supraflüssigkeiten) bei superfluidem Helium3 untersuchte er deren Anregungsspektrum und identifizierte mehrere Typen von Solitonen in der räumlichen Textur des Ordnungsparameters.

## Ehrungen und Mitgliedschaften
Er erhielt 1972 den Nishina Memorial Prize und 2006 den John Bardeen Prize für  seine Arbeit zur Rolle von Quasiteilchen bei Supraleitern, speziell Quasiteilchen-Anregungen ohne Energielücke aufgrund von Paarungsbruch und für die Aufklärung der Rolle von Fluktuationen (Laudatio). Er war Fellow der American Physical Society und Guggenheim Fellow.

## Privates
Sein Hobby war klassische Musik und er sang (vorzugsweise Opern in Deutsch) und spielte Violine, insbesondere Werke von Schubert und Mozart. Seine Ehefrau Masako spielte Klavier. Ein weiteres Hobby war italienisch zu kochen.

## Schriften (Auswahl)
- Gapless Superconductivity, in: R. D. Parks (Hrsg.), Superconductivity, Band 2, Dekker 1969, S. 1035–1106